# Jan Bernard Jacobs
Jan Bernard Jacobs (Lochristi, 7 september 1734 - Marche-en-Famenne, 22 augustus 1790) was arts en een verloskundige pionier van het vroedvrouwenonderwijs in Vlaanderen. Hij wordt omschreven als bedreven, voorzichtig, moedig, een belezen realist, een psycholoog met gezond verstand, een scherp waarnemer en beeldend schrijver. Jacobs werd op 30 januari 1769 weduwnaar en ging daarna volledig op in zijn werk. Hij stelde een uitgebreide bibliotheek samen en legde een rariteitenkabinet aan.

## Biografie
Zijn vader was meester-chirurgijn Norbertus Jacobs (geboren te Deinze op 24 april 1705). Hij was het vierde kind in het gezin en kreeg de naam van een overleden eerste kind, vervolgens werden nog negen kinderen geboren waarvan er twee jong stierven. Zijn moeder, Joanna Nimmegeers, had in het geboortehuis aan de Heirwegh een naeywinckel.
Jan Bernard Jacobs was net geen tijdgenoot van Jan Palfijn en duidelijk kind van de Verlichting. Hij doorliep zijn humaniora bij de Augustijnen in Gent en bezocht de Medische school waar Palfijn eerder doceerde. Hij deed op jonge leeftijd tijdens de Zevenjarige Oorlog ervaring op als leerling-chirurgijn in het Pruisen van Frederik de Grote. Het is niet duidelijk of dit in militaire dienst was maar hij werkte in ziekenhuizen in Berlijn en Maagdenburg en in een latere sollicitatiebrief verklaarde hij in 1758 in Pruisische dienst te zijn geweest. Datzelfde jaar was hij terug in Gent waar hij drie jaar lang de opleiding tot meester-chirurgijn ging volgen. Hij vestigde zich als dusdanig in de Sint-Baafsparochie, waarschijnlijk meteen al in de woning aan de Houtbriel, die hij 10 jaar later van zijn vader kocht.
Hij trouwde in 1763 met Maria Catharina Voet, die zes jaar later echter al overleed, een maand na de geboorte van hun vierde kind.
Hij was zeer productief als vertaler en schrijver van medische handboeken. In 1771 bracht hij een Nederlandstalig verloskundig werk uit; in datzelfde jaar vertaalde hij ook (met als motivatie: "...Aengesien dan, dat'er in onse Moeder-tael weynige wel onderrichtende Vroed-Kundige Boeken gevonden worden...") een werk van Joseph Raulin. Een ander werk van deze lijfarts van Lodewijk XV verscheen ongeveer tegelijk, vertaald door een zekere de Burck, bij Joseph van Praet in Brugge.

Twee jaar later werd hij door de schepenen van de Keure aangesteld als chirurgijn van de stad en als een van de vier chirurgijns van het Bijlokehospitaal.

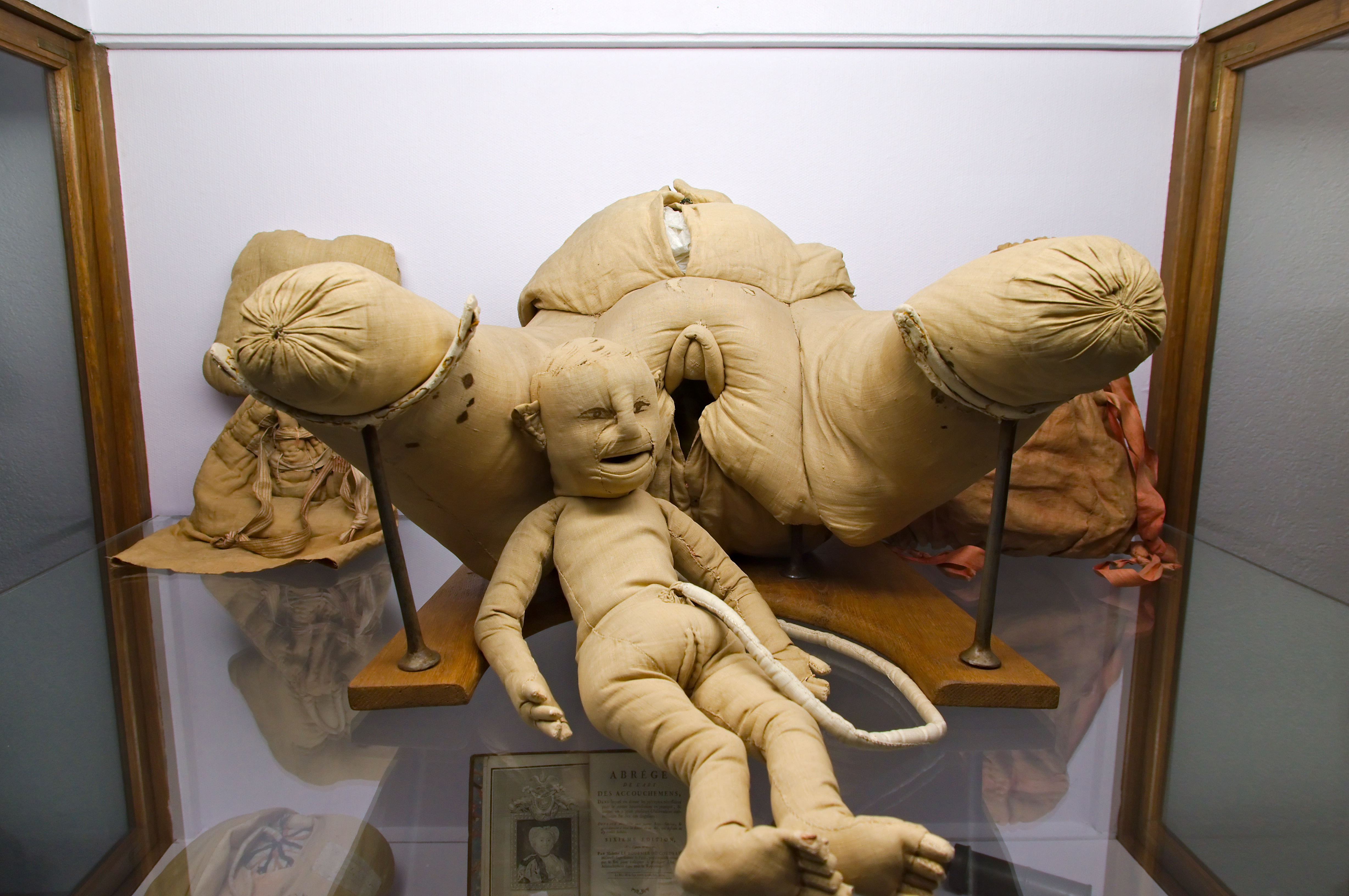
De "machine" van Angélique du Coudray (facsimile). Rouen, Musée Flaubert et d'histoire de la médecine

Hij hield van doceren, organiseerde lessen verloskunde en vestigde zijn naam vooral nadat hij in Ieper de gratis cursus van de Franse vroedvrouw Angélique du Coudray had gevolgd. Van haar nam hij het gebruik over van een fantoom ("machine") om de handgrepen en de obstetrische instrumenten te demonstreren. Overigens was hij daarmee niet de eerste in Vlaanderen: Jan Albert Roselt, chirurgijn te Machelen, vermeldt dat hij in 1758 ook al een fantoom gebruikte om verlossingen te demonstreren.
In 1778 werd hij per decreet van de keizerin aangesteld om tweemaal per jaar gedurende zes weken vroedkundelessen te geven en daartoe zelf een fantoom aan te schaffen; overigens was het pas zijn opvolger, Guillaume Demanet (1747-1831) die de leerlingen echte bevallingen liet bijwonen of onder toezicht leiden. In het decreet werd het volgen van Jacobs' cursussen, of van een equivalent daarvan, verplicht gesteld om zich verloskundige te mogen noemen. Hij bleek een inspirerende lesgever en trok ook veel leerlingen uit andere kasselrijen. In de eerste vijf jaren waren er een duizendtal gegadigden voor de cursus. Overigens had het succes ook te maken met een vergoeding die de leerlingen kregen: 7 stuivers per dag, wat overeenkwam met de soldij van een beroepssoldaat; hun aanwezigheid werd daartoe twee keer per dag gecontroleerd.
Voorzagen deze lessen al duidelijk in een enorme behoefte, dat gold bij uitstek voor zijn in 1784 verschenen werk Vroedkundige Oeffenschool. Meteen nadat de verschijning ervan was aangekondigd en nog voor de keizerlijke boekencensor toelating had gegeven bestelde elke kasselrij, in opdracht van de regering, tientallen tot zelfs honderdvijftig exemplaren. De enige uitzondering werd gevormd door de Kasselrij Ieper, die aan de fiscaal meedeelde dat zijzelf al een cursus hadden (die van Angélique Le Boursier du Coudray) en dat ze het boek van Jacobs voor vroedvrouwen "te hoog geleert" vonden en "geoordeelt hebben teenemael onnoodig te wesen van eenig exemplairen te moeten acquireren". 
Keizer Jozef II bracht in 1788 de faculteit geneeskunde van Leuven naar Brussel over en op voorspraak van de directeur daarvan werd Jacobs er benoemd tot hoogleraar chirurgie. 

Toen de Oostenrijkse troepen door de Brabantse Omwenteling onder leiding van Richard d'Alton op 12 december 1789 Brussel verlieten vergezelde Jacobs hen kennelijk aangezien hij die winter directeur was van het militaire gasthuis in Marche-en-Famenne. Hij overleed daar op 22 augustus 1790 aan "rotkoorts", waarmee vrijwel zeker de vlektyfus wordt bedoeld die het Oostenrijkse leger toen teisterde. Op dat moment werkte hij nog aan de vertaling van het pas verschenen uitvoerige chirurgische handboek van de Deense hoogleraar Henrich Callisen; deze taak werd vervolgens snel voltooid door de Wetterse arts Pieter Engelbert Wauters, die de beide volumes ook uitgaf.

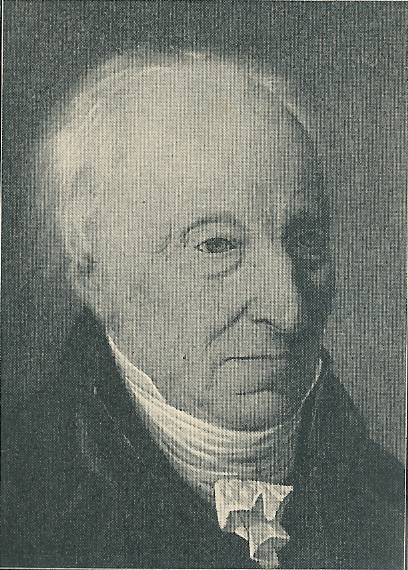
Henrich Callisen 2 (1740-1824)

Na zijn dood liet hij een zeer grote wetenschappelijke verzameling na met onder andere boeken, anatomische preparaten, instrumenten, gesteenten, schelpen en etsen; verdeeld in meer dan 1000 loten werden deze in november 1791 in de Gentse Borluutstraat geveild.

## Naslagwerk
In 1784 verscheen zijn ‘Vroedkundige oeffenschool’. Het boek was bedoeld als naslagwerk en klapper voor de vroedvrouwen die zijn colleges volgden. Het groeide uit tot een standaardwerk. En dat bleef het tot het midden van de negentiende eeuw. Het muntte uit door zijn didactische opbouw en de realistische illustraties die 'moeilijke' geboorten documenteren. Het werk telde 450 bladzijden en was voorzien van veel illustraties. Het wordt "de parel van de wetenschappelijke productie uit de laatste jaren voor de Franse Revolutie" genoemd. Jacobs hield sterk rekening met zijn doelgroep en gebruikte daarom zoveel mogelijk Vlaams (waarschijnlijk zijn veel ook nu nog gebruikte termen van hem afkomstig), hij motiveerde dit in zijn voorrede: ...onze Moedertael is te zeer verschillig aen die der Hollanders...". Het werk verscheen zeer snel in het Frans en in het Duits.
Het naslagwerk kende een ruime verspreiding in het graafschap Vlaanderen (uitgezonderd in het leperse), omdat het centrale bestuur en de kasselrijbesturen in elk dorp de gezworen vroedvrouw een exemplaar ter beschikking stelden. Verder werd het werk vaak als prijs geschonken aan de laureaten van vroedkundige opleidingen. In de vroedkundige bibliotheek van de Brugse arts Isaac De Meyer (1786-1861) stak het exemplaar van Jan Dhurter uit Velzeke.